# Calle del Reloj

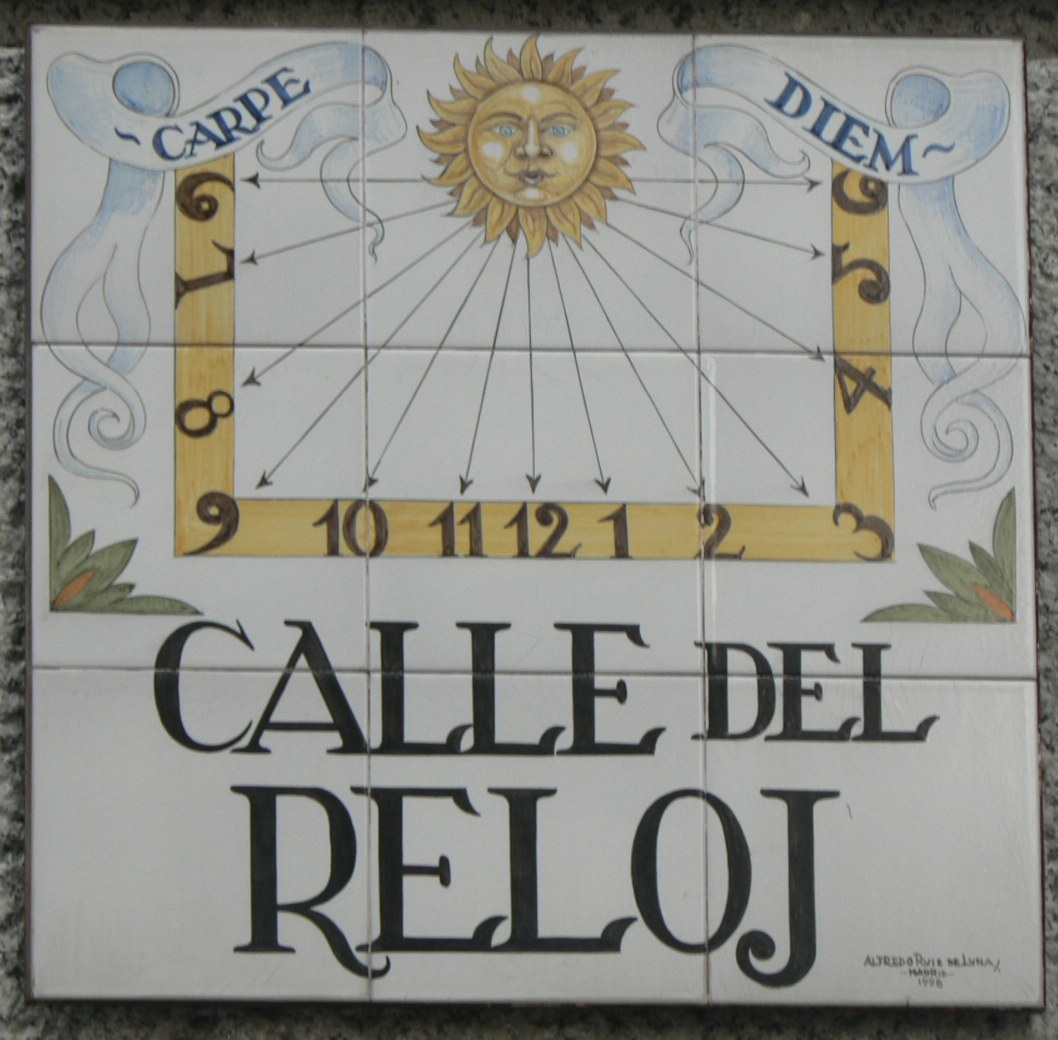
La calle del Reloj en el callejero tradicional del casco antiguo de Madrid, obra del ceramista Ruiz de Luna.

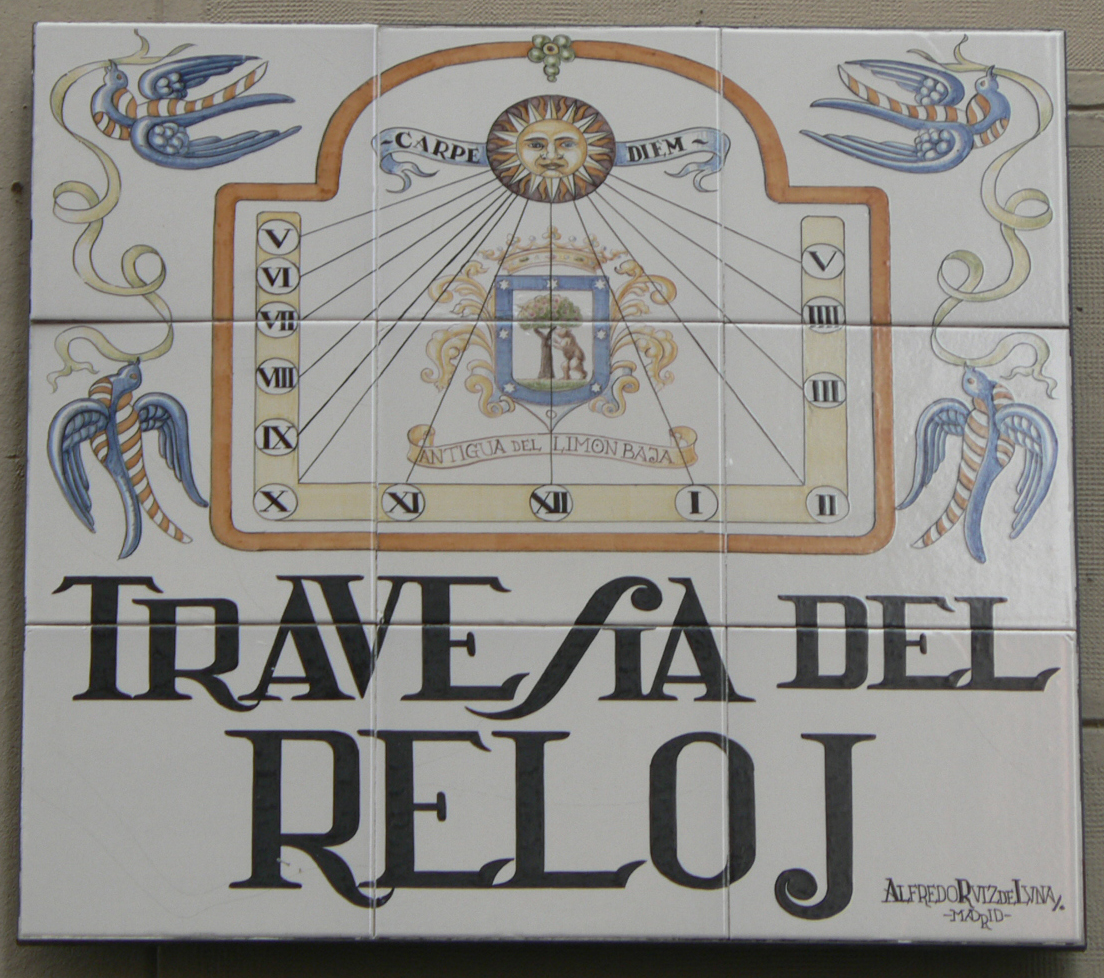
Travesía del Reloj (Madrid).

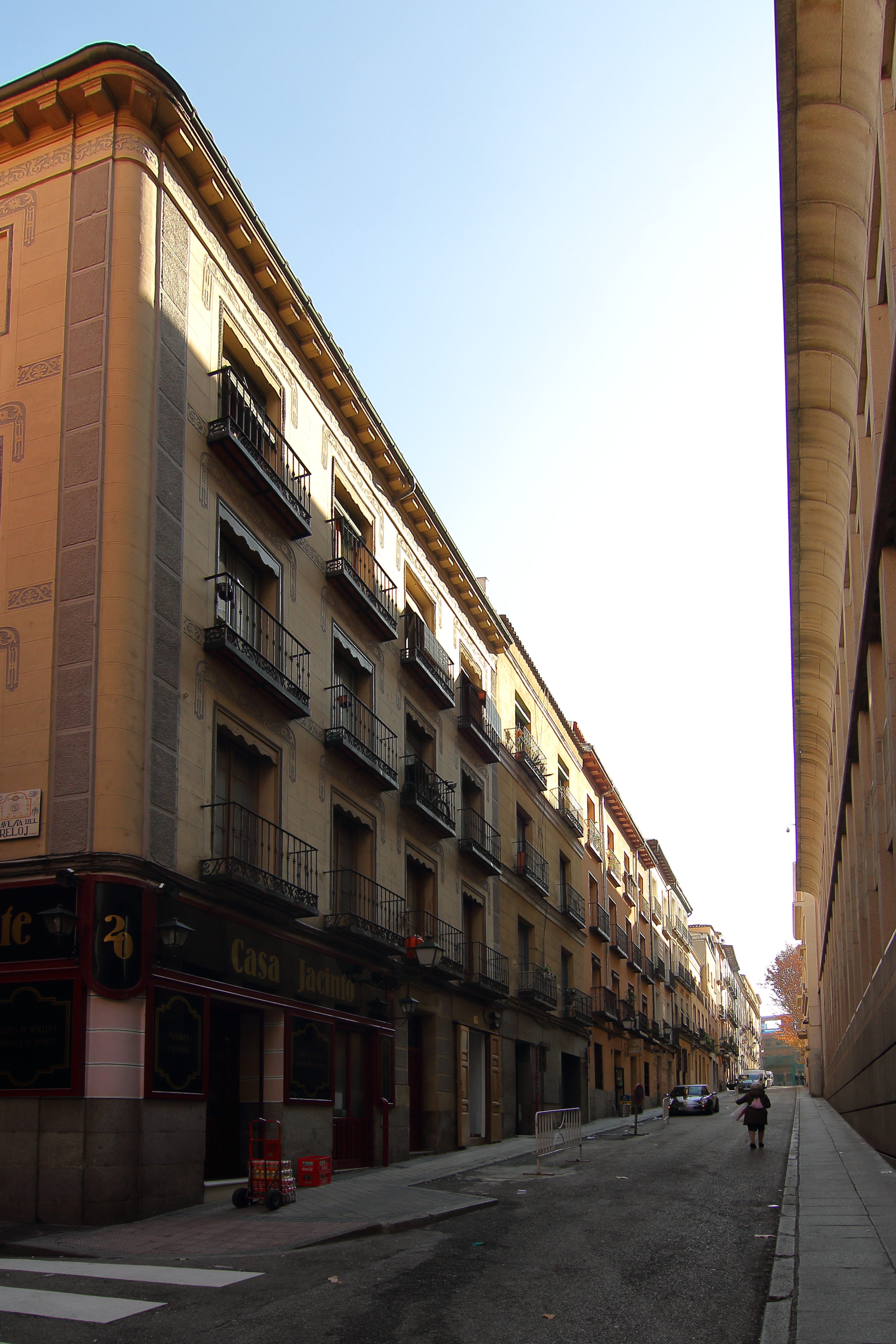
Calle del Reloj, desde la Travesía del Reloj

La calle del Reloj de Madrid (España) es una pequeña vía del distrito Centro, entre la plaza de la Marina Española y la calle del Río. Poco antes de llegar a esta última, tiene como apéndice urbano la Travesía del Reloj, que antes se llamó calle del Limón Baja, y que a partir de 1835 tomó el rótulo de la calle matriz en su breve recorrido hasta desembocar en la calle de Fomento.

## Historia
Esta calle del antiguo barrio de Palacio debe su nombre al reloj de sol que hubo en la fachada de las casas de María de Córdoba y Aragón, dama de la reina Ana, cuarta esposa de Felipe II de España y dueña de la infanta doña Isabel. En 1590, ese conjunto de edificios fueron cedidos a los Agustinos calzados para instalar su convento y el posterior colegio que llevaría el nombre de la benefactora. 
El decano cronista de la Villa de Madrid Mesonero Romanos, en sus Paseos histórico-anecdóticos..., cuenta que la calle del Reloj "avanzaba en los siglos anteriores hasta la de Torrija (que en el plano antiguo se apellida de Corito), y en ésta se alzó, a fines del siglo pasado, la casa principal donde estaba el Consejo supremo de la Inquisición, y sobre cuya entrada hemos alcanzado a leer el terrible lema: «Exurge, Domine, et judica causam tuam». Después ha servido, en nuestros días, de Ministerio de Fomento, llamado luego de lo Interior y de la Gobernación. Después se han instalado en él sucesivamente la embajada de Francia, un hotel inglés y una imprenta. Todas estas calles, desde la de Torrija hasta la de la Estrella y Silva, fueron formadas, en su mayor parte, a consecuencia de la Puebla Nueva, verificada por D. Joaquín de Peralta en el siglo XVII". Otro cronista, Pedro de Répide, en sus entregas sobre las calles de Madrid en la prensa madrileña de los años 20, recoge también el dato que en otro pasaje anota Mesonero de que, a partir de 1836, el que fuera en el siglo XVI convento y colegio eclesiástico se transformó en Palacio del Senado y edificio de las Cortes.

### Ilustres vecinos
En el número 9 de la calle del Reloj vivió Francisco de Goya con Josefa Bayeu, su esposa, cuando en 1775, deciden instalarse en Madrid, en una casa contigua al número 7, donde vive su cuñado Francisco Bayeu, propietario del inmueble. Allí nació su primer hijo, Eusebio Ramón, antes de trasladase a la calle del Espejo y de allí a la Carrera de San Jerónimo.
Por su parte, en el número 1 de la travesía del Reloj, cuando llevaba el nombre de calle del Limón Baja y era conocida por el diminutivo de calle del Limoncillo, dado su pequeño tamaño, nació el  17 de marzo de 1805 Manuel García, barítono e inventor del laringoscopio. En ese hogar creció en el ambiente de su singular familia de artistas, en la que cerraban filas, su madre Joaquina Siches, su padre, el tenor Manuel del Pópulo Vicente García, y sus hermanas, María Malibrán y Pauline Viardot-García.
Manuel García fue objeto de un póstumo homenaje cuando el lunes 13 de abril de 1924 se le dedicó una placa obra del escultor Rafael Vela del Castillo, que fue instalada en la travesía del Reloj, esquina a la calle de Fomento, placa a la que en 1955 se le añadió una cartela de la Sociedad Española de Otorrinolaringología (con motivo del cumplirse el centenario de la invención de 'la laringoscopia').